# Atletismo nos Jogos Paralímpicos de Verão de 2016 – Salto em distância masculino
A disputa do salto em distância masculino no atletismo nos Jogos Paralímpicos de Verão de 2016 se iniciaram no primeiro dia da competição, 8 de setembro, em nove diferentes categorias que levam em consideração os diversos níveis.

## Resultados

### T11
| Ranking | Atleta                        | 1    | 2    | 3    | 4    | 5    | 6    | Resultado | Notas                |
| ------- | ----------------------------- | ---- | ---- | ---- | ---- | ---- | ---- | --------- | -------------------- |
| 1       | BRA Ricardo Costa de Oliveira | x    | 6.41 | x    | 6.32 | 6.43 | 6.52 | 6.52      |                      |
| 2       | USA Lex Gillette              | 5.01 | 5.39 | 5.95 | 5.61 | 6.44 | 5.93 | 6.44      |                      |
| 3       | UKR Ruslan Katyshev           | 6.15 | 6.18 | 6.20 | x    | x    | 5.90 | 6.20      |                      |
| 4       | TPE Yang Chuan-Hui            | 5.81 | 6.10 | 5.78 | 5.99 | 5.06 | 6.12 | 6.12      |                      |
| 5       | AZE Elchin Muradov            | 5.70 | 5.88 | 5.89 | 5.95 | 6.09 | 5.81 | 6.09      | Recorde da temporada |
| 6       | ESP Xavier Porras             | x    | 5.88 | 5.69 | 6.05 | 5.97 | x    | 6.05      |                      |
| 7       | CHN Chen Xingyu               | 5.74 | 5.66 | x    | 5.58 | 5.48 | 5.40 | 5.74      |                      |
| 8       | TUR Mehmet Tunc               | x    | x    | 5.66 | 5.58 | 5.48 | 5.40 | 5.66      | Recorde pessoal      |
| 9       | ALG Firas Bentria             | 5.59 | 5.57 | 5.58 | -    | -    | -    | 5.59      |                      |
| 10      | ESP Martin Parejo Maza        | x    | 5.39 | 5.29 | -    | -    | -    | 5.39      |                      |
| 11      | VIE Hiep Nguyen Ngoc          | x    | 4.08 | 4.07 | -    | -    | -    | 4.08      |                      |

### T12
| Ranking | Atleta                   | 1    | 2    | 3    | 4    | 5    | 6    | Resultado | Notas                |
| ------- | ------------------------ | ---- | ---- | ---- | ---- | ---- | ---- | --------- | -------------------- |
| 1       | RSA Hilton Langenhoven   | 6.86 | x    | 7.07 | 6.98 | 6.81 | 6.68 | 7.07      | Recorde da temporada |
| 2       | AZE Kamil Aliyev         | 6.97 | 7.05 | 7.05 | 6.97 | 7.03 | 5.50 | 7.05      |                      |
| 3       | UZB Doniyor Saliev       | 6.83 | 6.91 | 6.98 | 6.87 | 7.04 | x    | 7.04      | Recorde pessoal      |
| 4       | CHN Chen Mingyu          | 6.80 | 6.92 | 6.90 | 6.93 | 7.01 | 7.00 | 7.01      |                      |
| 5       | BLR Siarhei Burdukou     | 6.94 | x    | 6.95 | 6.96 | 6.98 | 4.37 | 6.98      | Recorde pessoal      |
| 6       | SWE Tobias Jonsson       | 6.56 | 6.02 | 6.90 | 6.71 | 6.75 | 6.97 | 6.97      | Recorde pessoal      |
| 7       | AZE Oleg Panyutin        | 6.87 | 6.86 | 6.76 | 6.88 | 6.81 | 6.74 | 6.88      | Recorde pessoal      |
| 8       | CUB Leinier Savon Pineda | 6.52 | 6.70 | 6.74 | -    | -    | -    | 6.74      | Recorde pessoal      |
| 9       | SWE Per Jonsson          | 6.58 | 6.50 | 6.71 | -    | -    | -    | 6.71      |                      |
| 10      | GER Thomas Ulbricht      | 6.09 | x    | 6.40 | -    | -    | -    | 6.40      |                      |
| 11      | NAM Martin Aloisius      | 6.38 | 6.08 | 6.29 | -    | -    | -    | 6.38      | Recorde da temporada |
| 12      | SUR Biondi Misasi        | 6.06 | 6.25 | 6.20 | -    | -    | -    | 6.25      | Recorde pessoal      |

### T20
| Ranking | Atleta                        | 1    | 2    | 3    | 4    | 5    | 6    | Resultado | Notas           |
| ------- | ----------------------------- | ---- | ---- | ---- | ---- | ---- | ---- | --------- | --------------- |
| 1       | MAS Abdul Latif Romly         | x    | 7.47 | 7.54 | 6.79 | 7.60 | 7.49 | 7.60      | Recorde mundial |
| 2       | CRO Zoran Talic               | 7.12 | x    | 7.07 | x    | 7.07 | x    | 7.12      |                 |
| 3       | UKR Dmytro Prudnikov          | 6.89 | x    | x    | x    | x    | 6.99 | 6.99      |                 |
| 4       | NED Ranki Oberoi              | x    | 6.93 | x    | 6.88 | 6.96 | x    | 6.96      | Recorde pessoal |
| 5       | AUS Nicholas Hum              | x    | 6.60 | 6.89 | x    | x    | 6.36 | 6.89      |                 |
| 6       | POR Lenine Cunha              | 6.84 | x    | x    | 6.57 | x    | 6.73 | 6.84      |                 |
| 7       | ECU Ronny Mauricio Santos Iza | 6.29 | 6.38 | 6.54 | 6.36 | 6.74 | 6.58 | 6.74      |                 |
| 8       | SIN Suhairi Bin Suhaini       | 6.69 | 6.52 | 6.68 | x    | x    | x    | 6.69      | Recorde pessoal |
| 9       | GRE Evangelos Kanavos         | x    | x    | 6.48 | -    | -    | -    | 6.48      |                 |
| 10      | JPN Mitsuo Yamaguchi          | x    | x    | 5.98 | -    | -    | -    | 5.98      |                 |
| 11      | KSA Assad Sharaheli           | 4.25 | x    | 5.96 | -    | -    | -    | 5.96      |                 |
| 12      | ECU Damian Carcelen           | x    | x    | 5.87 | -    | -    | -    | 5.87      |                 |

### T35
Ainda não ocorreu a competição.

### T36
Ainda não ocorreu a competição.

### T37
Ainda não ocorreu a competição.

### T42
A competição ocorreu em 17 de setembro.
| Ranking | Atleta                                  | 1    | 2    | 3    | 4    | 5    | 6    | Resultado | Notas                |
| ------- | --------------------------------------- | ---- | ---- | ---- | ---- | ---- | ---- | --------- | -------------------- |
| 1       | GER Heinrich Popow                      | 6.70 | 6.54 | 6.61 | 6.58 | 6.55 | 6.33 | 6.70      | PR                   |
| 2       | JPN Atsushi Yamamoto                    | x    | x    | 6.47 | 6.62 | 6.50 | 6.57 | 6.62      | =RR                  |
| 3       | DEN Daniel Wagner                       | 6.36 | 6.50 | 6.57 | 6.55 | 6.52 | 6.57 | 6.57      |                      |
| 4       | GER Leon Schaefer                       | x    | 6.06 | 5.78 | x    | 5.95 | 5.72 | 6.06      | Predefinição:AthAbbr |
| 5       | SRI Anil Prasanna Jayalath Yodha Pedige | 5.61 | 5.26 | x    | 5.47 | 5.36 | 5.19 | 5.61      | Predefinição:AthAbbr |
| 6       | USA Regas Woods                         | 5.20 | 4.95 | 4.89 | 5.30 | 4.87 | 5.40 | 5.40      |                      |
| 7       | USA Desmond Jackson                     | 4.65 | 4.91 | x    | 2.53 | 3.64 | 4.59 | 4.91      |                      |
| 8       | PER Carlos Felipa                       | 3.98 | 3.49 | 4.10 | 3.92 | 3.83 | 3.55 | 4.10      |                      |

### T44
Ainda não ocorreu a competição.

### T46
Ainda não ocorreu a competição.

## Medalhistas
País sede destacado
| Ordem | País               | Medalha de ouro | Medalha de prata | Medalha de bronze |   |
| ----- | ------------------ | --------------- | ---------------- | ----------------- | - |
| 1     | BRA Brasil         | 1               |                  |                   | 1 |
|       | MAS Malásia        | 1               |                  |                   | 1 |
|       | RSA África do Sul  | 1               |                  |                   | 1 |
| 4     | AZE Azerbaijão     |                 | 1                |                   | 1 |
|       | CRO Croácia        |                 | 1                |                   | 1 |
|       | USA Estados Unidos |                 | 1                |                   | 1 |
| 7     | UKR Ucrânia        |                 |                  | 2                 | 2 |
| 8     | UZB Uzbequistão    |                 |                  | 1                 | 1 |
| TOTAL | TOTAL              | 3               | 3                | 3                 | 9 |

Legenda
| Recorde mundial      | Recorde mundial (World record)               |                       | Recorde africano                      | Recorde africano (African) |                                           | Q | Classificado por posição (Qualified) |
| Recorde paralímpico  | Recorde paralímpico (Paralympic record)      | Recorde da América    | Recorde da América (Americas)         | q                          | Classificado por melhor tempo (Qualified) |   |                                      |
| Melhor marca do ano  | Melhor marca do ano (World leading)          | Recorde asiático      | Recorde asiático (Asian)              | DNS                        | Não largou (Did not start)                |   |                                      |
| Recorde nacional     | Recorde nacional (National record)           | Recorde europeu       | Recorde europeu (European)            | DNF                        | Não terminou (Did not finish)             |   |                                      |
| Recorde pessoal      | Recorde pessoal do atleta (Personal best)    | Recorde da Oceania    | Recorde da Oceania (Oceania)          | DSQ / DQ                   | Desclassificado (Disqualified)            |   |                                      |
| Recorde da temporada | Recorde da temporada do atleta (Season best) | Recorde sul-americano | Recorde sul-americano (South America) | NM                         | Sem marca (No mark)                       |   |                                      |